# لیگ برتر فوتبال استونی ۲۰۰۰
لیگ برتر فوتبال استونی ۲۰۰۰ (انگلیسی: 2000 Meistriliiga) دهمین فصل لیگ برتر فوتبال استونی است که با قهرمانی باشگاه فوتبال لوادیا تالین به پایان رسیده‌است.

## جدول لیگ
| رتبه | تیم                            | بازی | برد | مساوی | باخت | گل زده | گل خورده | گل تفاضل | امتیاز | صعود یا سقوط                                 |
| ---- | ------------------------------ | ---- | --- | ----- | ---- | ------ | -------- | -------- | ------ | -------------------------------------------- |
| ۱    | باشگاه فوتبال لوادیا تالین (C) | ۲۸   | ۲۳  | ۵     | ۰    | ۸۸     | ۲۰       | ۶۸+      | ۷۴     | صعود به مرحله اول انتخابی لیگ قهرمانان اروپا |
| ۲    | باشگاه فوتبال فلورا تالین      | ۲۸   | ۱۶  | ۷     | ۵    | ۵۱     | ۲۵       | ۲۶+      | ۵۵     | صعود به مرحله انتخابی جام یوفا               |
| ۳    | باشگاه فوتبال تی‌وی‌ام‌کی         | ۲۸   | ۱۴  | ۶     | ۸    | ۵۴     | ۲۹       | ۲۵+      | ۴۸     | صعود به جام اینترتوتو ۲۰۰۱                   |
| ۴    | باشگاه فوتبال ویلیاندی تولویک  | ۲۸   | ۱۲  | ۹     | ۷    | ۴۵     | ۳۴       | ۱۱+      | ۴۵     |                                              |
| ۵    | باشگاه فوتبال ناروا ترانس      | ۲۸   | ۱۲  | ۷     | ۹    | ۶۴     | ۴۰       | ۲۴+      | ۴۳     | صعود به مرحله انتخابی جام یوفا               |
| ۶    | Lootus                         | ۲۸   | ۶   | ۴     | ۱۸   | ۲۶     | ۵۴       | ۲۸−      | ۲۲     |                                              |
| ۷    | باشگاه فوتبال کورساره          | ۲۸   | ۵   | ۴     | ۱۹   | ۲۵     | ۶۸       | ۴۳−      | ۱۹     | پلی‌آف سقوط                                   |
| ۸    | Valga (R)                      | ۲۸   | ۲   | ۲     | ۲۴   | ۱۱     | ۹۴       | ۸۳−      | ۸      | سقوط به لیگ دسته اول فوتبال استونی           |

1. ↑  Qualified as 2000-01 Cup Winner

## پلی‌آف سقوط
| Tervis | n/p | باشگاه فوتبال کورساره |
| ------ | --- | --------------------- |
|        |     |                       |

| باشگاه فوتبال کورساره | n/p | Tervis |
| --------------------- | --- | ------ |
|                       |     |        |

تیم کورساره پس از انصراف تیم ترویس پارنو برنده مسابقات پلی‌آف شد.